# 郑志明 (1953年)
郑志明（1953年—），男，浙江镇海人，生于上海，中国信息处理专家，北京航空航天大学教授，中国科学院院士。